# شهرک صنعتی بهارستان
شهرک صنعتی بهارستان، شهرکی از توابع بخش قلعه‌نو، شهرستان ری در استان تهران ایران است.

## جمعیت
این شهرک در دهستان قلعه‌نو قرار دارد و براساس سرشماری مرکز آمار ایران در سال ۱۳۸۵، جمعیت آن ۴۹ نفر (۳۱ خانوار) بوده‌است.